# Damien Godet
Damien Godet (ur. 10 listopada 1986 w Sartrouville) – francuski kolarz BMX, brązowy medalista mistrzostw świata.

## Kariera
Największy sukces w karierze Damien Godet osiągnął w 2006 roku, kiedy zdobył brązowy medal w konkurencji cruiser podczas mistrzostw świata BMX w São Paulo. W zawodach tych wyprzedzili go jedynie dwaj reprezentanci USA: Donny Robinson oraz Danny Caluag. Był to jedyny medal wywalczony przez Godeta na międzynarodowej imprezie tej rangi. Francuz jeszcze kilkakrotnie startował na mistrzostwach świata, najlepszy wynik osiągając w 2008 roku, kiedy był piąty w konkurencji elite na mistrzostwach w Taiyuan. W 2008 roku wystąpił również na igrzyskach olimpijskich w Pekinie, ale nie awansował do finału.